# キス釣り
キス釣り（Smelt-whiting fishing）は、キスを対象とした釣りを指す言葉である。
なお、本記事における「キス」は、キス科の様々な種の総称のことである。
キス科の魚はアフリカの西海岸から日本や台湾までのインド太平洋地域に分布する他、太平洋のニューカレドニア近海などにも生息している。これらは各地で釣りの対象魚となっている。

## 概略(日本国外)
キスは主に沿岸域に生息する近海魚の総称であるが、これらの中には成魚が最深180mまでの沖合の砂州や岩礁帯に移動する種も存在する。一般的には干潟や砂浜などの砂地や泥地の海底付近に広く生息し、海草や岩礁帯に隠れることもある。また、海水魚ではあるが、河口に生息する種も存在する。例としてen:Sillaginopsis panijusは河口の上流部にも生息することがある。これらの種は、共存するサギ類との競争を避けるために特定の環境でニッチを獲得しているとされる 。キスは全般的に移動速度が遅く稚魚は海流によって分散することが確認されている。
また、底生の肉食魚であり、食性は調査が行われた複数の種ではいずれも類似した餌の傾向が示された。タイ、フィリピン、オーストラリアの海域で行われた研究によると、多毛類、様々な種類の甲殻類、軟体動物、棘皮動物、小魚類などが主な餌となっている 。大型のキスは、突出した吻と管状の口を「鍬」のように使い海底を掘り進み 、獲物を吸い上げるようにして捕食する。 捕食の際には視覚に頼らず、獲物が発する振動を感知していることが分かっている。
オーストラリアなどでは、キス釣りはそのスポーツ性と食味の良さから多くの釣り人に人気であり、釣り人が漁師よりも多く漁獲する地域もある。 釣り方はどの種においても類似し、主に浅い場所に生息するため、細い道糸と静かな仕掛けの動きが求められる。また、キス釣りは釣り場に行きやすいことも人気の一因であり、海岸、河口、干潟付近からボートを使わなくともまとまった数を釣ることができる 。潮の干満や月の満ち欠け釣果に影響を与え、潮が動いている時に「アタリ」が出やすい。仕掛けは魚を警戒させないように軽いものを使用し、鉤と軽い錘を道糸に直接結ぶ簡単なものが多い。船釣りの場合や潮流が早い場合はより重い錘を付けた胴突き仕掛けを使用する。オーストラリアで波打ち際や桟橋、堤防などからキスを専門に狙う漁師の中には、赤いビーズやチューブを用いて魚を呼び寄せることでより多くの魚を釣ることができると言う人もいる。餌は多毛類、二枚貝、エビやカニなどの甲殻類などが有効であり、他の多くの魚種と同様に生きた餌の方が釣果が良いことが知られている。キスを狙ったルアーフィッシングはあまり行われないが、ソルトウォーターフライや小型のソフトプラスチックルアーが使用されることもある。 また、一部の地域では、漁業当局により釣獲量やサイズに規制が設けられている。

## 日本国外におけるキス釣り
以下は日本国外(主にオーストラリア)に生息するキス類を対象とした釣りに関する記述である。
なお、翻訳の都合上記事内の日本名は標準和名ではなく一般名を使用している場合がある。

### サンドシラゴ(en:Sand whiting)

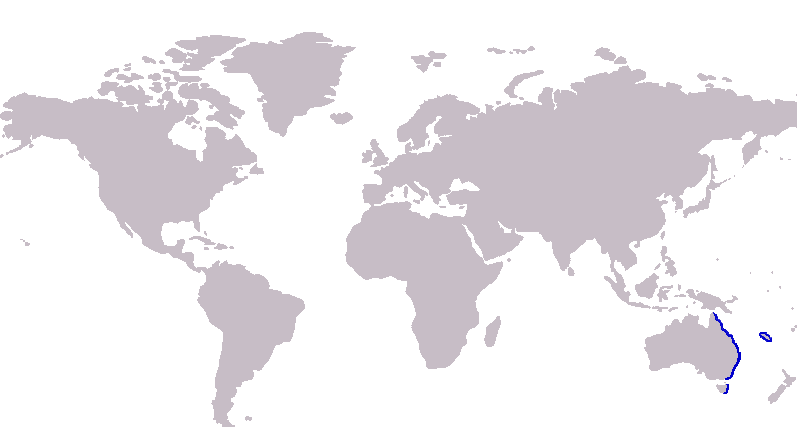

サンドシラゴは食用としての人気が高いため釣り人がよく狙う魚で、オーストラリアでは海岸から大量に釣ることが可能である。最大で全長50cm以上、重さは約1kgになる。釣り人の釣獲量が漁師の漁獲量を上回ることもあり、実際にクイーンズランド州では2000年に釣り人による釣獲量が漁師の漁獲量の2倍以上を記録したという調査結果もある。本種は生息地全体で釣ることが可能だが、砂地や河口、砂浜などでは特によく釣れる。藻場に近い浅瀬は小型魚が多く釣れることがあるため避けるのが得策である。習性上、魚を警戒させないようにするため、極力細い道糸を使用し鉤の上に小さい錘を付ける仕掛けが一般的である。専門の漁師は、赤いチューブやビーズを使って魚を誘うことがあるが、この方法の有用性は未だ証明されていない。また、生餌に似せたエビやカニなどを模したものがよく使われるが、本物の生餌を使った方がより多く釣ることができる。
魚族保護のために各州ではサイズや数に関する制限が設定されており、例としてニューサウスウェールズ州ではキープサイズは全長27cm以上、1人20尾までとなっている。一方で、クイーンズランド州ではキープサイズは全長23cm以上と規定されているものの数量の制限はない。サンドシラゴは、大型魚種の生き餌としても利用されているが、遊漁者は最小サイズの制限を守る必要がある。

### キビレギス(en:Yellowfin whiting)

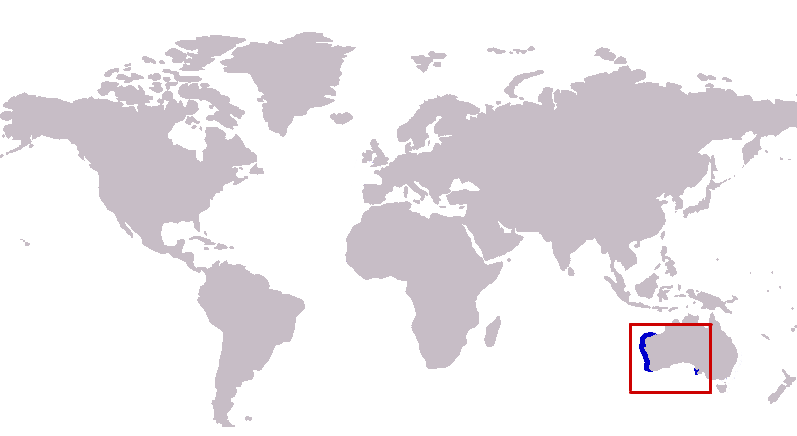

キビレギスは、最大で全長約40cmに達し、前述のサンドシラゴに類似しているが、胸鰭の黒斑の有無で判別できる。南オーストラリアと西オーストラリアの釣り人にとって主要な釣魚となっている。優れた食用魚であること、スポーツ性の高さ、砂浜や桟橋など手頃な場所で釣ることが可能でボートを必要としないことが主な要因である。浅瀬の砂浜や河口、桟橋から狙うことが出来て潮の動きがある時に釣れやすい。警戒心の強い魚であるため、繊細な仕掛けで釣るのが一般的である。
専門の漁師は、魚を誘引するために鉤の真上に赤いビーズやチューブを付けることが多いが、その有用性については度々議論されている。最もよく使われる餌は環虫類で、様々な種類のものがあるが、エビなども用いられることがある。ルアーやフライフィッシングはあまり盛んではなく、警戒心が強いためこれらの方法は効果的ではないとされている。
地域によっては、遊漁による釣獲量が商業漁業の漁獲量を上回ることもあり、en:Blackwood Riverで行われた調査では、遊漁者によって1年間に120,700尾が捕獲されたという結果が出ている。南オーストラリア湾で行われた同様の調査では、2000年と2001年に捕獲されたキビレギス全体の28％を遊漁が占めており、その量は50tを超えていた 。そのため、遊漁者による乱獲を防ぐために釣獲量及びサイズの制限を設けている。南オーストラリア州では最小キープサイズ24cm以上のサイズ制限と20尾までの数量制限を設定している 。西オーストラリア州では最小キープサイズの制限は設定されていないが、他2魚種(Sillago bassensis、Sillago vittata)と合わせて40尾までという数量制限が存在する。

### ダイオウギス(en: The King George whiting)
ダイオウギスはオーストラリアの固有種で、西オーストラリア州のen:Jurien Bayから東はニューサウスウェールズ州のen: Botany Bayまでの南海岸に生息している。最大で体長72cm、重さ4.8kgに成長し、キス科の最大の種である。他のオーストラリアのキスとは、独特の斑点模様と非常に細長い形状から容易に見分けることができる。
オーストラリア南部では、その食味の良さから価値が高く、高級食用魚としてダイオウギスを専門にする漁師が多く商業漁業における非常に重要な魚種で漁獲高も大きい。また、多くの沿岸の街は、釣り人の観光の目玉としてこの魚に大きく依存している。このようにダイオウギスは最も人気の対象魚でもあるが、比較的簡単に釣ることが可能で、特別な餌や仕掛け、技術を必要とせず陸の桟橋や海岸、岩場からの釣果も多いのでボートは不要である。仕掛けは胴突きなどのシンプルなものが一般的である。
先述の他種と同様に、軟体動物が一般的な餌であり、環虫類、イカ、魚の切り身、その他貝類もよく用いられる。水深の深い岩礁帯に生息する大型魚は、タイなどを狙う際に釣れることも多い。
ダイオウギスは、州によってキープサイズと数量の制限が異なる。ビクトリア州では、全長27cm以上、一人当たり20匹までという制限がある 。南オーストラリア州では2つの地域に分けられており、いずれも数量は1人当たり12匹であるが、経度136°より東側では全長31cm以上、経度136°より西側で捕獲された魚は全長30cm以上に最小キープサイズが制限されている 。西オーストラリア州では、最小サイズの制限は全長28cm以上、数量制限は一人当たり8匹までとしている。

### アメギス

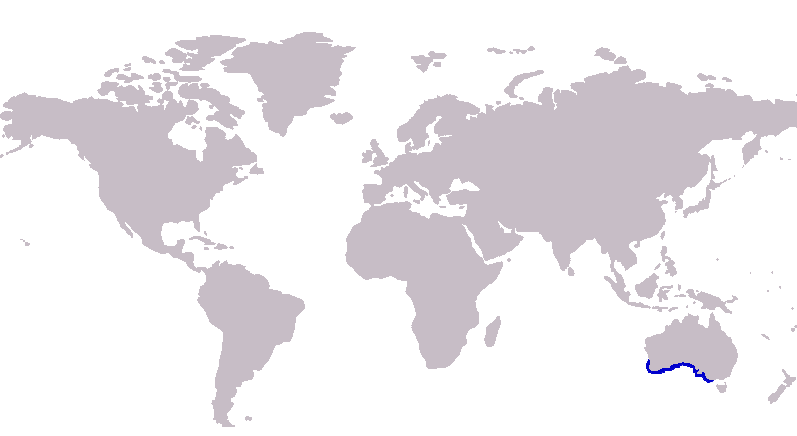

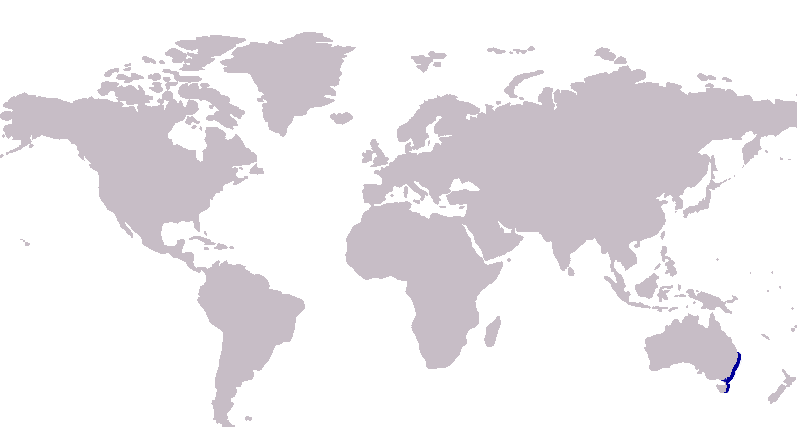

アメギス(en: southern school whiting)は、オーストラリアの南海岸と南西海岸に生息する一般的なキスで、最大で全長33cmになる。他に2種の近縁種en: eastern school whiting、en: western school whiting(後述)が存在し、それぞれ似た外見である。様々な餌で釣ることが可能で、軟体動物、エビ類などが特によく使われる。 群れで行動する習性があるため、1度に多くの魚を釣ることができるが、殆どの漁業当局は余った魚をリリースするよう求めている。 西オーストラリア州では、この種とキビレギスを合わせて1人当たり40尾まで持ち帰ることができる。サイズの制限は設定されていない。また、その他の地域ではこの魚に関する制限は存在しない。
en: eastern school whitingはオーストラリアの固有種で、主にクイーンズランド州南部からタスマニア州、南オーストラリア州までの東海岸に分布している。主に地引き網漁やトロール漁を行う商業漁業者によって漁獲され、釣り人に釣獲されることは少ない。例外として、大規模な群れが海岸付近の浅瀬を通過する際に釣り人によって大量に釣獲されることがある。
en: western school whitingは、西オーストラリア州沿岸に分布している。全長30cmまで成長し、優れた食用魚である。 西オーストラリア州南部では沖合に生息しているため、釣り人が狙うことはほとんどなく、一方で浅瀬に生息する北部では釣り人はより大型の魚を狙うため、南部同様狙って釣ることは少ない。このため、釣りの主要な対象魚ではないとされることが多い。釣法や釣り場は他のキスと同様である。 この種にはサイズの制限は無いが、数量は一人当たり一日40尾までと定められている。

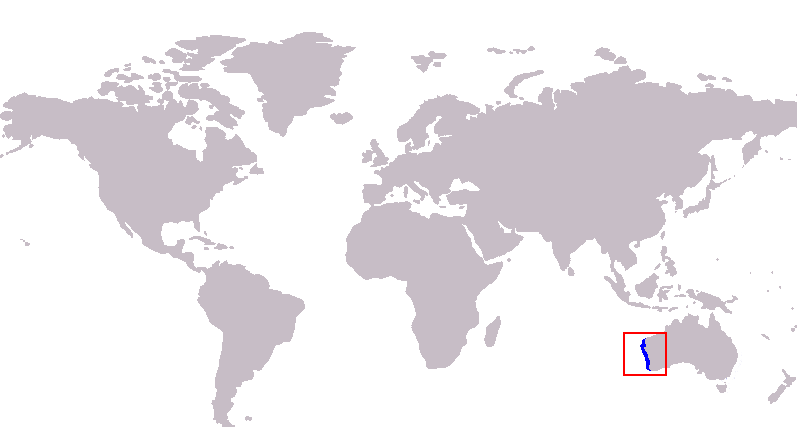

また、上記の種とは別にタイから台湾にかけての沿岸に分布するキス(en: Asian whiting)も存在し、特に台湾では主要な食用魚として漁獲されている。複数の種が存在し区別が曖昧であることが多い。

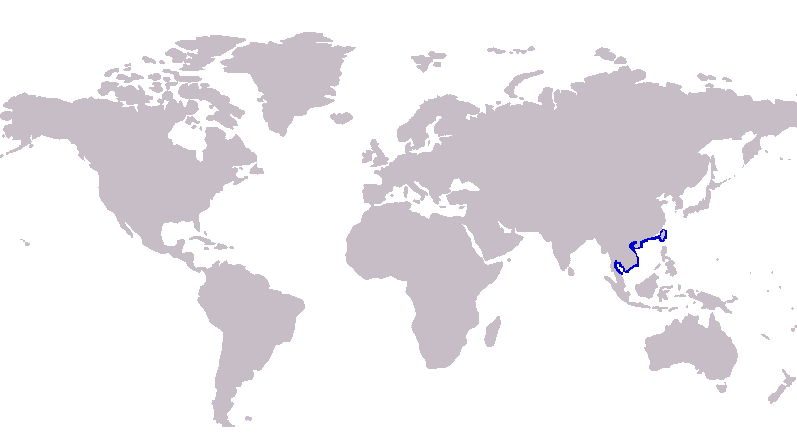